# Pansarfordon

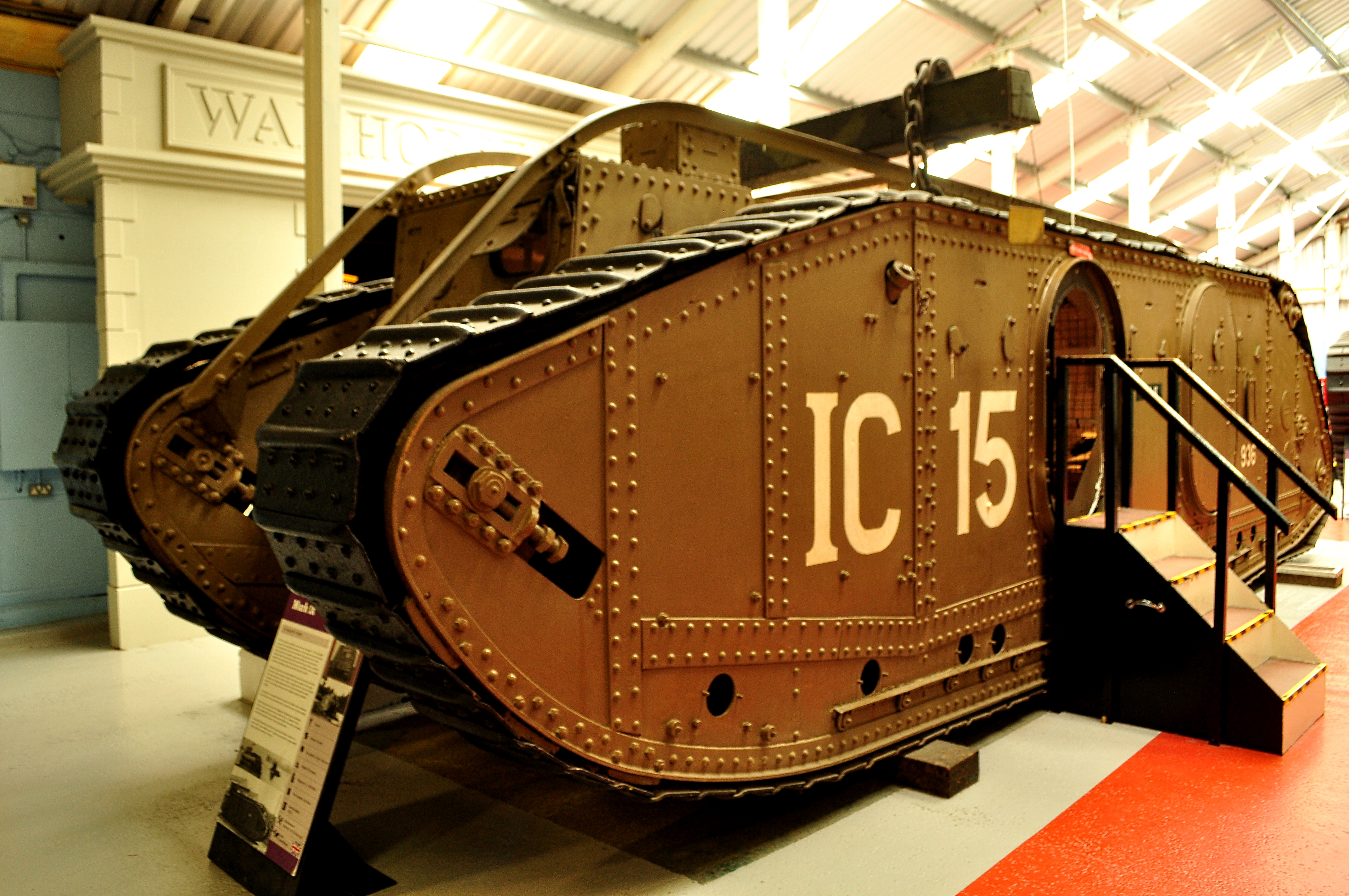
Brittisk Mark IX tank, det första pansrade trupptransportfordonet

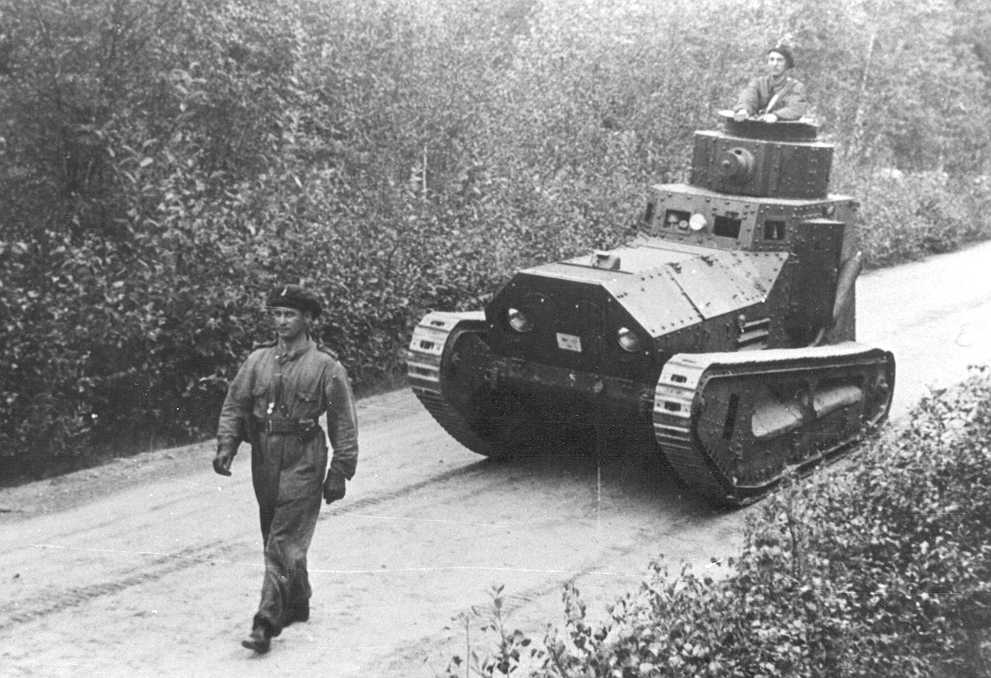
Svensk lätt Stridsvagn m/21-29 från Landsverk och Nohab, 1931

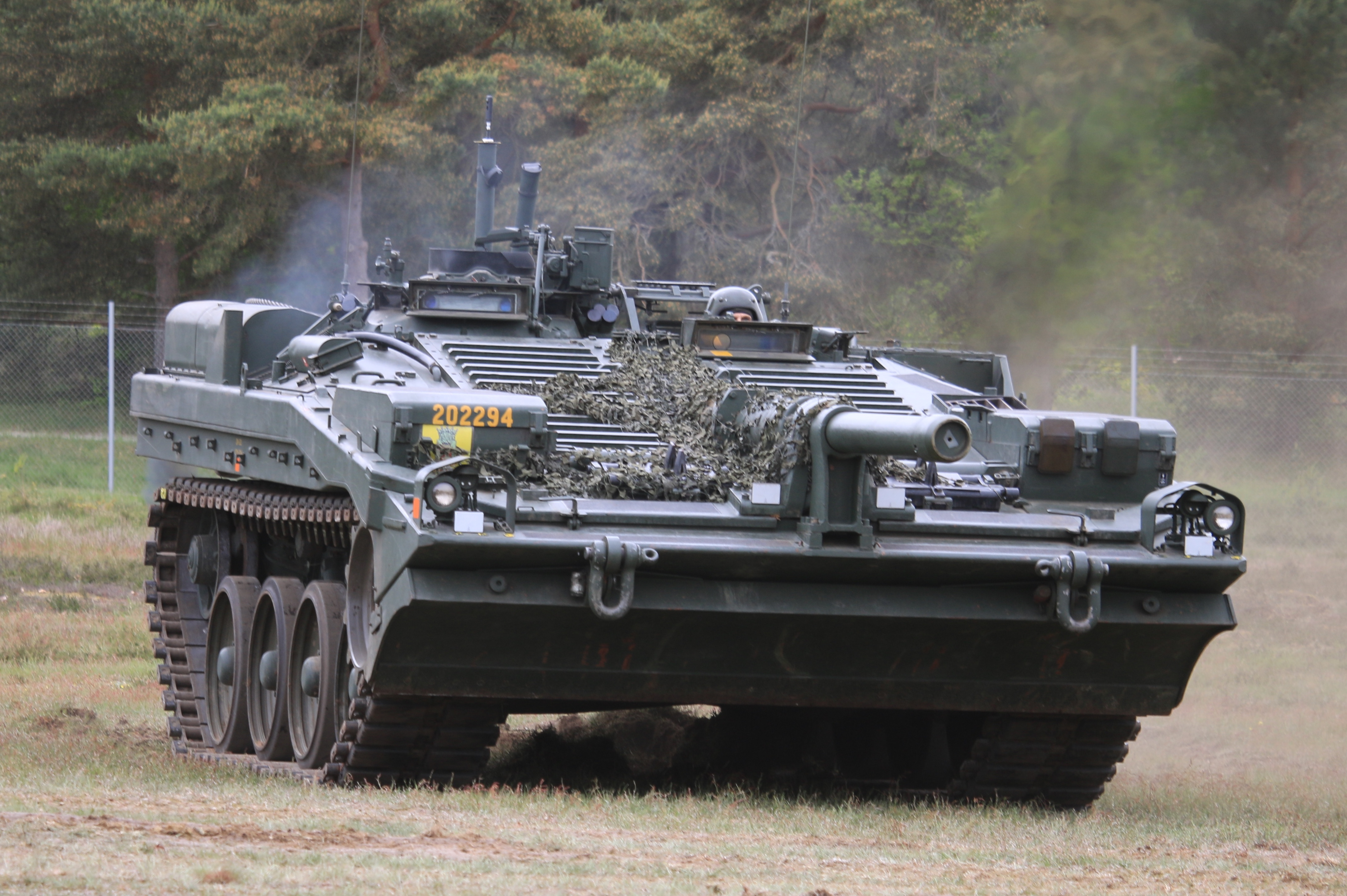
Stridsvagn 103 C från Bofors, på Revingehed, 2019

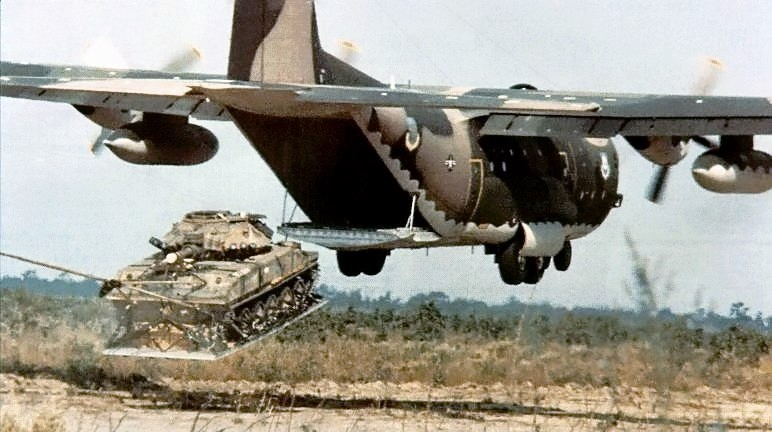
Stridsvagn, som luftlandsätts från en Lockheed C-130 Hercules

Pansarfordon är ett samlingsnamn för flera olika typer av militära motorfordon, bland andra:
- Stridsvagnar, kraftigt bepansrade fordon med en 75–125 mm kanon som huvudvapen och en vikt på flera tiotals ton. Lätta stridsvagnar är mindre vanliga. De har tunnare pansar och en mindre kraftig kanon, men är i gengäld snabbare och mer rörliga.
- Bandhaubits, ett pansarfordon med en på fordonet monterad haubits.
- Pansarskyttefordon (pansarbandvagnar/pansarterrängbilar), lättare bepansrade fordon, ofta med en 20–40 mm kanon som huvudvapen. Vikt över tio ton. Används för att transportera soldater eller för spaning.
- Stridsfordon lättare bepansrade fordon på band eller hjul, ofta med en 20–40 mm kanon som huvudvapen, avsedda att användas i markstrid.
- Specialfordon, pansarskyttefordon som modifierats för en speciell uppgift, till exempel som pansarvärnsrobotvagnar, luftvärnskanonvagnar, bärgningsbandvagnar och stridledningsvagnar.

## Historik
Moderna pansarfordonen började utvecklas strax före första världskriget. Bepansrade och beväpnade tåg (pansartåg) användes av britterna under boerkriget och under samma period konstruerades de första pansarbilarna, som ofta var vanliga bilar och lastbilar som bepansrats och beväpnats med en kulspruta eller en lätt kanon.
Flera länder hade även experimenterat med bepansrade traktorer men det var först under första världskriget som dessa tankegångar ledde till de första stridsvagnarna som sattes in av britterna på västfronten. Andra stormakter konstruerade sina egna stridsvagnar och det var en fransk stridsvagn med beteckningen Renault FT som blev stilbildande för alla moderna stridsvagnar med ett huvudvapen i ett torn och motorn baktill.
Under andra världskriget ökade utvecklingen av bepansrade trupptransporter kraftigt i och med den rörliga krigföring som blev följden av stridsvagnens införande, till exempel ändamålsenliga pansarbilar, halvbandvagnar samt pansarbandvagnar. Flera andra typer pansarfordon utvecklades under krigets lopp så som artillerikanonvagnar, pansarvärnskanonvagnar och luftvärnskanonvagnar.
Efterkrigstidens pansarstyrkor vidareutvecklade pansarskyttevagnen och ökade dess eldkraft betydligt, till exempel med automatkanoner och pansarvärnsrobotar.